# Підкоп у Китай
Підкоп у Китай (англ. Digging to China) — американська кінодрама, режисерська прем'єра Тімоті Гаттона. У головних ролях знялися Еван Рейчел Вуд та Кевін Бейкон. Прем'єра відбулася на кінофестивалі Санденс 23 січня 1998 року.

## Сюжет
Десятирічна дівчинка Гарріет Франковіц, що мешкає з матір'ю та старшою сестрою Гвен, полюбляє фантазувати. Її родина працює в придорожньому готелі. Одного разу в ньому зупинилися Ліа Шрот та її син Рікі. Попри те, що Рікі втричі старший за Гарріет, а також чоловік розумово недорозвинутий, вони потоваришували.
Коли місіс Франковіц загинула в автокатастрофі, дівчинка дізналася, що її справжньою матір'ю є Гвен. Матір Ріка хвора на рак — оскільки вона єдина піклується про сина, то вона хоче влаштувати його в лікарню до своєї смерті. Коли Ріку прийшов час їхати далі, він із Гарріет втік до лісу. Там вони зупинилися в покинутому будиночку й побралися в річці. Наступного ж ранку чоловік захворів, тому Гарріет була вимушена покликати його матір.
Рікі загадав бажання — хоч на один день бути таким самим, як інші. Тоді Гарріет відвела його до школи — там Рікі показав відкритки з усіх міст, де він бував, чим зацікавив клас дівчинки.
Гвен була занепокоєна дружбою Гарріет із дорослим чоловіком. Рікі не хотів прощатися зі своєю єдиною подругою — тому обійняв її на прощання. Гвен здалося, що він чіпляється до дівчинки, тому вона накинулася на нього — Рікі ненароком пошкодив жінці руку. Ліа й Рікі швидко поїхали з готелю, але через кілька хвилин чоловік повернувся, щоб сказати Гарріет «бувай».

## У головних ролях
- Еван Рейчел Вуд — Гарріет Франковіц;
- Кевін Бейкон — Рікі Шрот;
- Мері Стюарт Мастерсон — Гвен (мати Гарріет);
- Меріан Селдес — Ліа Шрот (мати Рікі);
- Кеті Моріарті — місіс Франковіц (бабуся Гарріет);